# Eschweilera congestiflora
Eschweilera congestiflora är en tvåhjärtbladig växtart som beskrevs av Pierre Joseph Eyma. Eschweilera congestiflora ingår i släktet Eschweilera och familjen Lecythidaceae. Inga underarter finns listade i Catalogue of Life.